# NOD32
ESET NOD32 Antivirus, comunemente noto come NOD32, è un software antivirus dell'azienda slovacca Eset. 
È in vendita in due versioni, Monoutente e Business; quest'ultima può essere installata sui sistemi operativi Microsoft Windows Server e contiene ESET Remote Administrator che consente la gestione centralizzata delle workstation e dei server con NOD32 nonché del relativo aggiornamento del database delle firme antivirali.

## Storia
NOD32 è stato creato nei primi anni novanta, quando i virus informatici iniziavano a essere sempre più diffusi. 
Poiché la sede dell'azienda si trovava a Bratislava, in Slovacchia, il prodotto iniziò a essere usato soprattutto nei Paesi dell'Europa dell'Est. 
A partire dai primi anni duemila è iniziata la massiccia diffusione negli Stati Uniti e in Europa occidentale. 
Sebbene l'abbreviazione del nome sia stata originariamente pronunciata come singole lettere, la recente diffusione del programma ha portato alla più comune pronuncia in un'unica parola, simile alla parola inglese nod ("cenno"). Il 27 luglio 2015, la società ha distribuito il 12.000º aggiornamento delle definizioni antivirus.
L'acronimo NOD sta per Nemocnica na Okraji Disku ("Ospedale alla fine del disco"), un gioco di parole riferito alla popolare serie televisiva cecoslovacca Nemocnice na okraji města ("Ospedale alla fine della città").

## Prodotti ESET

### File Security per Microsoft Windows Server
Il 18 ottobre 2011, è stato distribuito il nuovo ESET File Security per Microsoft Windows Server. Il programma è la versione aggiornata di ESET NOD32 Antivirus Business Edition, sviluppato per i sistemi operativi Microsoft Windows Server; ha un'interfaccia grafica rivisitata, esclusioni automatiche per cartelle e file critici e varie ottimizzazioni per l'operatività su server.
Il 25 febbraio 2015, ESET ha distribuito la nuova versione 6 con le seguenti nuove implementazioni: supporto per la creazione di cluster, miglioramenti dell'interfaccia utente, controllo filtri basato su regole, protezione Anti-Phishing, ottimizzazione per gli ambienti virtualizzati.

### Mail Security per Microsoft Exchange Server
Il 10 marzo 2010, ESET ha distribuito ESET Mail Security per Microsoft Exchange Server che contiene un modulo antimalware e uno anti-spam. Supporta le versioni 5.5, 2000, 2003, 2007, 2010 e 2013 di Microsoft Exchange Server.
Il 26 marzo 2013, è stata resa disponibile la versione 4.5; tra le novità principali, una innovativa modalità di rilevamento virus e le impostazioni anti-spam gestite totalmente da interfaccia grafica.
Il 3 settembre 2015, è stata distribuita la versione 6 che, oltre la rinnovata interfaccia grafica, presenta una nuova gestione dei messaggi spam messi in quarantena (possibilità, per l'utente, di eliminarli o di distribuirli nella posta in arrivo) e una nuova modalità di scansione (anche su singole caselle di posta).

### Mail Security per IBM Lotus Domino
Nel maggio 2012, ESET ha distribuito la nuova versione 4.5 di ESET Mail Security per IBM Lotus Domino. Tra le novità principali: un nuovo modulo anti-spam con log integrato, esclusioni automatiche dei file critici del server, un'avanzata tecnica di greylisting. Il 12 maggio 2016 è stata commercializzata la versione 6 che presenta una grafica completamente nuova, consente la scansione dei database su richiesta riducendo al minimo le risorse del server dedicate e fornisce una protezione anti-manomissione.

### Mobile Security
ESET Mobile Security ha sostituito, a partire da ottobre 2011, ESET Mobile Antivirus. Alle caratteristiche anti-malware e anti-spam già presenti, ne sono state aggiunte alcune nuove, in particolare funzionalità antifurto come il blocco SIM, la cancellazione remota dei dati, un firewall e altre funzionalità di verifica della sicurezza. 
Versioni per Windows Phone, Symbian OS e Android sono attualmente disponibili sia per gli utenti privati che business. 
Per i primi, in particolare, la licenza è gratuita ma permette l'utilizzo delle sole funzionalità di base (per le funzionalità Premium va invece acquistato l'abbonamento). 
Il 13 maggio 2014, è stata distribuita una nuova versione che ha potenziato l'antifurto, consentendo così di rintracciare più facilmente un telefonino smarrito o rubato.
A febbraio 2017 l'applicazione offre la protezione Anti-Phishing anche per i browser di navigazione Chrome, Firefox, Opera e Opera Mini. Per la sola piattaforma Android, da fine 2012, è disponibile anche una nuova versione business, ESET Endpoint Security per Android appunto.

### ESET Internet Security e ESET Smart Security Premium
Due soluzioni di sicurezza innovative immesse sul mercato per la prima volta il 25 ottobre 2016 con la pubblicazione della versione 10 dei prodotti ESET per privati.
ESET Internet Security include molte funzionalità della tecnologia NOD32® già collaudate, come l‘ "Antispyware", l‘ "Anti-Phishing", l‘ "Exploit Blocker" e il "Firewall", integrandole con un avanzato sistema di protezione dagli attacchi basati su script, la protezione della rete domestica attraverso il controllo del router di casa e la protezione della webcam. In ESET Smart Security Premium si aggiungono anche il "Password Manager", per registrare e precompilare le password, e il "Secure Data" basato sulla crittografia dei file contro il furto di dati in caso di smarrimento del dispositivo e per la condivisione sicura delle informazioni.
il 24 ottobre 2017, con la messa in commercio dell’Edizione 2018 dei prodotti Home, ESET Internet Security è potenziata con l’aggiunta dell’“Antifurto Proattivo”. Inoltre, in tutti i software della linea consumer, sono stati introdotti il nuovo “Scanner UEFI”, per un controllo del firmware del PC all’avvio di Windows, e il “License Manager”, finalizzato alla gestione delle licenze e dei dispositivi ad esse collegati. Infine, ESET Internet Security ed ESET Smart Security Premium sono proposte alla clientela con uno strumento di protezione della rete domestica notevolmente potenziato, in grado di controllare tutti i dispositivi connessi al router Wi-Fi e di fornire soluzioni in tempo reale in caso di criticità.

### ESET Smart Security
Il 5 novembre 2007, ESET ha distribuito una soluzione completa per la sicurezza Internet, ESET Smart Security versione 3.0, in modo da competere con i prodotti dei concorrenti. ESET Smart Security include un modulo anti-spam e un firewall bidirezionale oltre alle tradizionali caratteristiche antimalware di ESET NOD32 Antivirus.
Il 2 marzo 2009, è stata distribuita la versione 4.0 di ESET Smart Security, aggiungendovi l'integrazione con ESET SysInspector, il supporto di Mozilla Thunderbird e Windows Live Mail, un nuovo modulo di auto-difesa, il modulo firewall aggiornato, ESET SysRescue (una procedura guidata per la creazione di cd e/o supporti USB di salvataggio) e il supporto per Windows 2000.
Il 17 agosto 2010, è stata distribuita la versione 4.2 di ESET Smart Security con nuove caratteristiche e ulteriori miglioramenti.
Il 13 settembre 2011, è stata distribuita la versione 5, con importanti novità: ESET Live Grid, un'ulteriore metodo di verifica della sicurezza dei files; funzionalità di Controllo Parentale (Filtro famiglia); migliorie del motore di scansione dei supporti rimovibili; funzionalità HIPS; modalità "giocatore", per agevolare la fruizione dei videogiochi. Migliorie sono state implementate nei moduli antispam e nel firewall.
Il 24 gennaio 2013, è stata distribuita la versione 6. Novità fondamentali sono l'"Anti-Theft" (un dispositivo utile a rintracciare il computer in caso di furto o smarrimento) e il "Social Media Scanner" per proteggere gli utenti dai malware presenti nei social network.
Il 16 ottobre 2013, è stata distribuita la versione 7. Tre le funzionalità aggiunte: "Exploit Blocker" (protezione contro i nuovi malware non ancora identificati), "Advanced Memory Scanner" (protezione contro quei malware che utilizzano tecniche di "obfuscation") e "Vulnerability Shield" (protezione dalle vulnerabilità nei protocolli di rete).
Il 21 ottobre 2014, è stata distribuita la versione 8. Le novità: una nuova modalità intelligente per il modulo HIPS e una nuova "Protezione Botnet" che aiuta a individuare il malware tramite l'analisi dei rispettivi percorsi e protocolli di comunicazione della rete, oltre a un "Primo controllo automatico" attivato esattamente 20 minuti dopo l'installazione.
Il 13 ottobre 2015, è stata distribuita la versione 9. Si caratterizza per la nuova interfaccia grafica e per la nuova funzionalità "Protezione pagamenti bancari", un browser protetto che consente di proteggere i dati personali dell'utente in caso di utilizzo di siti Web di banche o di sistemi di pagamento on-line.
Il 25 ottobre 2016 è stata distribuita la versione 10, identica nelle funzionalità alla versione precedente.
Il 24 ottobre 2017, in concomitanza con la distribuzione dell’Edizione 2018 dei prodotti Home, ESET ha abbandonato la denominazione ESET Smart Security sostituendola con ESET Internet Security.

### ESET Parental Control per Android
ESET ha introdotto per la prima volta la funzionalità di "Controllo genitori per la protezione dei minori su Internet" nella versione 5 del prodotto Smart Security, pubblicata il 13 settembre 2011.
Il 17 novembre 2015 ESET ha presentato l'applicazione mobile Parental Control per dispositivi Android, pubblicata sullo store Google Play. ESET Parental Control consente ai genitori di monitorare le attività dei propri figli su smartphone e tablet, di bloccare o limitare l'utilizzo di specifiche app, di impedire l'accesso a contenuti Web non appropriati, attraverso un filtro basato su categorie, e di geolocalizzare il dispositivo mobile.

### NOD32 Antivirus per Linux Desktop
I programmi individuano e rimuovono automaticamente i virus, controllano gli archivi, controllano automaticamente, appena inseriti, i supporti rimovibili come le chiavette USB, eseguono la scansione in tempo reale del sistema, forniscono report e presentano un'interfaccia grafica del tutto simile a quella presente nella versione per Microsoft Windows.
Sono disponibili versioni per computer desktop e per server; per questi ultimi, il 15 novembre 2011, ESET ha distribuito una nuova linea di prodotti per Linux.
NOD32 per Linux è in grado di rilevare virus anche di altre piattaforme (Windows, Android, MacOS, ecc.)

### ESET Cybersecurity
ESET Cybersecurity è la versione di NOD32 sviluppata per la piattaforma OS X di Apple. La società propone due prodotti: Cybersecurity e Cybersecurity Pro. La versione Pro, a differenza di quella standard, dispone anche di firewall integrato e parental control. Oltre a identificare ed eliminare le minacce di OS X, il motore di analisi è in grado di rilevare i virus per tutte le altre piattaforme (rendendolo utile nel caso il computer Apple sia in contatto con macchine windows, onde evitare di passare inavvertitamente minacce). La versione Business, che condivide lo stesso motore di scansione, ha conseguito la prestigiosa certificazione ICSA.

### Remote Administrator
ESET Remote Administrator è una console web per la gestione centralizzata che consente il monitoraggio completo dei programmi ESET presenti nella rete aziendale. Da un'unica postazione, solitamente il server, si può verificare se i client sono correttamente aggiornati, se hanno ricevuto attacchi malware e, più in generale, se presentano anomalie nel funzionamento. Fondamentale anche la possibilità di eseguire installazioni remote dell'antivirus e di modificare alcune impostazioni dello stesso.

### Secure Authentication
ESET Secure Authentication fornisce una potente autenticazione, a due fattori e basata su ambiente mobile, per rendere sicuro l'accesso remoto alla rete aziendale e ai dati sensibili.

### DESlock+ Crittografia Dati
ESET DESlock+ è la soluzione per la crittografia dei dati che soddisfa gli obblighi di conformità di sicurezza con un singolo pacchetto MSI..

### SysInspector
ESET SysInspector è un software diagnostico per l'analisi profonda dei diversi aspetti del sistema operativo come i processi in esecuzione, il registro di sistema, i servizi all'avvio e le connessioni di rete. La tecnologia Anti-Stealth è usata per scoprire oggetti nascosti (rootkit) nel Master Boot Record, nel settore di avvio, nelle chiavi di registro, nei driver, nei servizi e processi. I rapporti di SysInspector sono file standard XML e possono esseri sottoposti ad un'ulteriore analisi da parte di esperti IT. Due rapporti possono essere messi a confronto per trovare eventuali voci non presenti in entrambi. È possibile salvare un rapporto ed eseguirlo come script per rimuovere oggetti malevoli dal computer.

### Altri programmi
ESET ha distribuito alcuni programmi gratuiti per la rimozione dei virus più diffusi, come, ad esempio, Mebroot e Conficker.
Nel luglio del 2009, ESET ha distribuito il programma ESET Uninstaller per la corretta disinstallazione di ESET NOD32 Antivirus e di ESET Smart Security, valido per tutte le versioni.

## Soluzioni fuori produzione

### Mobile antivirus
ESET Mobile Antivirus era stato realizzato per proteggere gli smartphones da virus, spyware, adware, cavalli di troia, worms, rootkits e altri software indesiderati. Disponeva anche di un filtro antispam per gli SMS. Erano disponibili le versioni per Windows Mobile e Symbian OS. ESET ha interrotto la commercializzazione di ESET Mobile Antivirus nel gennaio 2011 e fornisce ora un aggiornamento gratuito a ESET Mobile Security a tutti gli utenti in possesso di una licenza di ESET Mobile Antivirus.

### NOD32 2.7
Il 13 gennaio 2010, ESET ha annunciato un piano per interrompere progressivamente la commercializzazione e il supporto tecnico della versione 2.7 di NOD32.
Dal 1º febbraio 2011 non è più possibile acquistare e scaricare da internet tale soluzione, mentre dalla fine di maggio 2012 non saranno più distribuiti gli aggiornamenti del database delle firme antivirali.
Gli utenti possono comunque passare gratuitamente, usando i codici della licenza in corso di validità, all'ultima versione di NOD32, prelevandola dal sito web.

## Informazioni tecniche
In una rete, i computer con NOD32 possono aggiornarsi collegandosi a un server mirror presente nella rete stessa.

## Riconoscimenti
Nel 2019 ESET riceve lo status di "Champion" nella Cybersecurity Leadership Matrix 2019.
Nel gennaio 2018 ESET viene riconosciuta come unico Challenger nel Gartner Magic Quadrant per la protezione degli Endpoint  e alla fine dello stesso anno ESET viene inserita tra i "Top Player" nel rapporto Radicati 2018 per la protezione degli Endpoint .
Nel novembre 2017 la soluzione aziendale ESET Endpoint Security ha ottenuto cinque stelle su cinque in tutte le categorie prese in esame da una recensione di SC Magazine.
A luglio 2016, è stato assegnato a NOD32 il 95º premio VB100 del Virus Bulletin; nei test effettuati regolarmente dal Virus Bulletin, NOD32 ha conseguito il maggior numero di certificazioni Virus Bulletin 100% rispetto ai prodotti concorrenti testati, non avendo mai mancato di identificare un virus "in the wild".
A febbraio 2016 ESET Smart Security 9 ha ottenuto un prestigioso risultato arrivando prima nei test effettuati dalla rivista Computer Bild su tredici soluzioni Internet Security.
Il prodotto ESET Smart Security è stato premiato anche come "Top Rated" nell'AV-Comparatives Summary Report 2015, ottenendo sei Advanced+.
Un sondaggio condotto a ottobre 2015 da TechValidate Market Research ha stabilito che le soluzioni ESET per le aziende portano considerevoli benefici a livello produttivo.
L'archivio di tutti i riconoscimenti ricevuti da ESET a partire dal 1998 è disponibile alla pagina Awards ESET.